# Qualität (Astrologie)

Tierkreis mit Qualitäten

In der Astrologie ist die Qualität ein Konzept, das zur Klassifizierung der zwölf Sternzeichen verwendet wird. Basierend auf antiken astrologischen Lehren teilt die Qualität die Tierkreiszeichen in drei Gruppen ein: Kardinal-, Fix- und Veränderliche Zeichen. Jede Gruppe repräsentiert unterschiedliche Ansätze, Verhaltensweisen und Persönlichkeitseigenschaften, die durch die Positionierung der Zeichen im Tierkreis bestimmt werden.

## Kardinalzeichen
Die Kardinalzeichen (Widder, Krebs, Waage, Steinbock), auch tropische Zeichen genannt, kennzeichnen den Beginn der Jahreszeiten. Sie sind bekannt für ihre Initiativkraft, Führungsqualitäten und ihre Fähigkeit, Neues zu beginnen. Kardinalzeichen gelten als dynamisch, aktiv und sind oft die Treiber von Veränderungen.

## Fixzeichen
Fixzeichen (Stier, Löwe, Skorpion, Wassermann), auch feste Zeichen genannt, fallen in die Mitte der Jahreszeiten, wenn die Energie am stabilsten ist. Sie symbolisieren Beständigkeit, Ausdauer und Widerstand gegen Veränderungen. Menschen mit dominanten Fixzeichen in ihrem Horoskop neigen dazu, zuverlässig, beständig und manchmal auch stur zu sein.

## Veränderliche Zeichen
Veränderliche Zeichen (Zwillinge, Jungfrau, Schütze, Fische), auch flexible, bewegliche, gewöhnliche oder gemeinschaftliche Zeichen genannt, kennzeichnen das Ende der Jahreszeiten. Sie stehen für Anpassungsfähigkeit, Flexibilität und Vielseitigkeit. Diese Zeichen sind in der Lage, sich leicht an wechselnde Umstände anzupassen und sind oft sehr kommunikativ.

## Deutung
Die Qualität spielt eine wichtige Rolle in der astrologischen Deutung und wird oft herangezogen, um tiefere Einblicke in die Persönlichkeitsstruktur, Verhaltensmuster und potenzielle Lebenswege einer Person zu gewinnen. Die Unterscheidung zwischen den Qualitäten ermöglicht eine nuanciertere Analyse und Interpretation eines Geburtshoroskops und trägt zum Verständnis bei, wie Individuen auf ihre Umwelt reagieren und interagieren.
In der modernen astrologischen Praxis wird die Qualität neben anderen Elementen wie den Elementen (Feuer, Erde, Luft, Wasser) und den Herrscherplaneten als ein zentraler Bestandteil der Horoskop Interpretation betrachtet. Sie bietet einen Rahmen, um die komplexen Interaktionen zwischen verschiedenen astrologischen Faktoren zu verstehen und zu analysieren. 
Vereinzelt wird die Qualität auch als Modalität bezeichnet.